# Hetednapi Adventista Egyház
A Hetednapi Adventista Egyház egy keresztény, protestáns, resztoránus felekezet, az adventizmus mozgalmának legnagyobb közössége. Leginkább a „szombattanításról” ismert, amely szerint a hét hetedik és szent napja a szombat, továbbá Krisztus közeli második eljövetelét és a Biblia tévedhetetlenségét  állítják hitük középpontjába.
A felekezet a millerita mozgalomból indult ki, majd 1863-ban jegyezték be hivatalosan. Társalapítói között volt Ellen G. White is, aki azt állította, hogy élete során több mint 2000 látomást (víziót) kapott Istentől  és akinek kiterjedt írásait prófétai tekintélyűként tiszteli az egyház.

## Etimológia
- Az „adventista” szó a latin adventus szóból származik, ami „megérkezést”, „eljövetelt”, „adventet” jelent,[12] utalva arra, hogy Jézus Krisztus közeli visszatérésében hisznek.
- A „hetednapi” szó a bibliai hetedik napot, a szombatot hangsúlyozza, amelyet az istentiszteleti és nyugalomnapként tartanak.

## Tagsága

A hetednapi adventisták aránya a lakossághoz viszonyítva (Egy millió főre jutó adventista, 2017-2019)

2024-ben a világszéles taglétszámuk (megkereszteltek) mintegy 23 millió fő. A legtöbb hetednapi adventista az USA-ban, Latin-Amerikában, Fekete-Afrikában, a Fülöp-szigeteken és Dél-Koreában él. Jelentős a számuk és továbbra is gyorsan növekszik Indiában is. A harmadik világban az egyik leggyorsabban növekvő vallási felekezet.
Annak ellenére, hogy a harmadik világban, bizonyos országokban jelentős növekedést mutatnak, a 2020-as évek közepén a világ népességének kevesebb mint 0,3%-át képviselik.
Több országban, főleg a muszlim világban egyáltalán nincsenek híveik, a népességhez viszonyítva Európa legtöbb országában is elenyésző az arányuk. Magyarországon a népességhez viszonyított arányuk kb. 1:1900, ami az említett 0,3%-tól is messze elmarad.
Híveinek növekedése világszerte: 
- 1901-ben 75 ezer fő[16]
- 1930-ban 314 ezer fő[17]
- 1945-ben 576 ezer fő[18]
- 1960-ban 1,2 millió[19]
- 1987-ben 5 millió fő[16][20]
- 2024-ben kb. 23 millió fő[21]

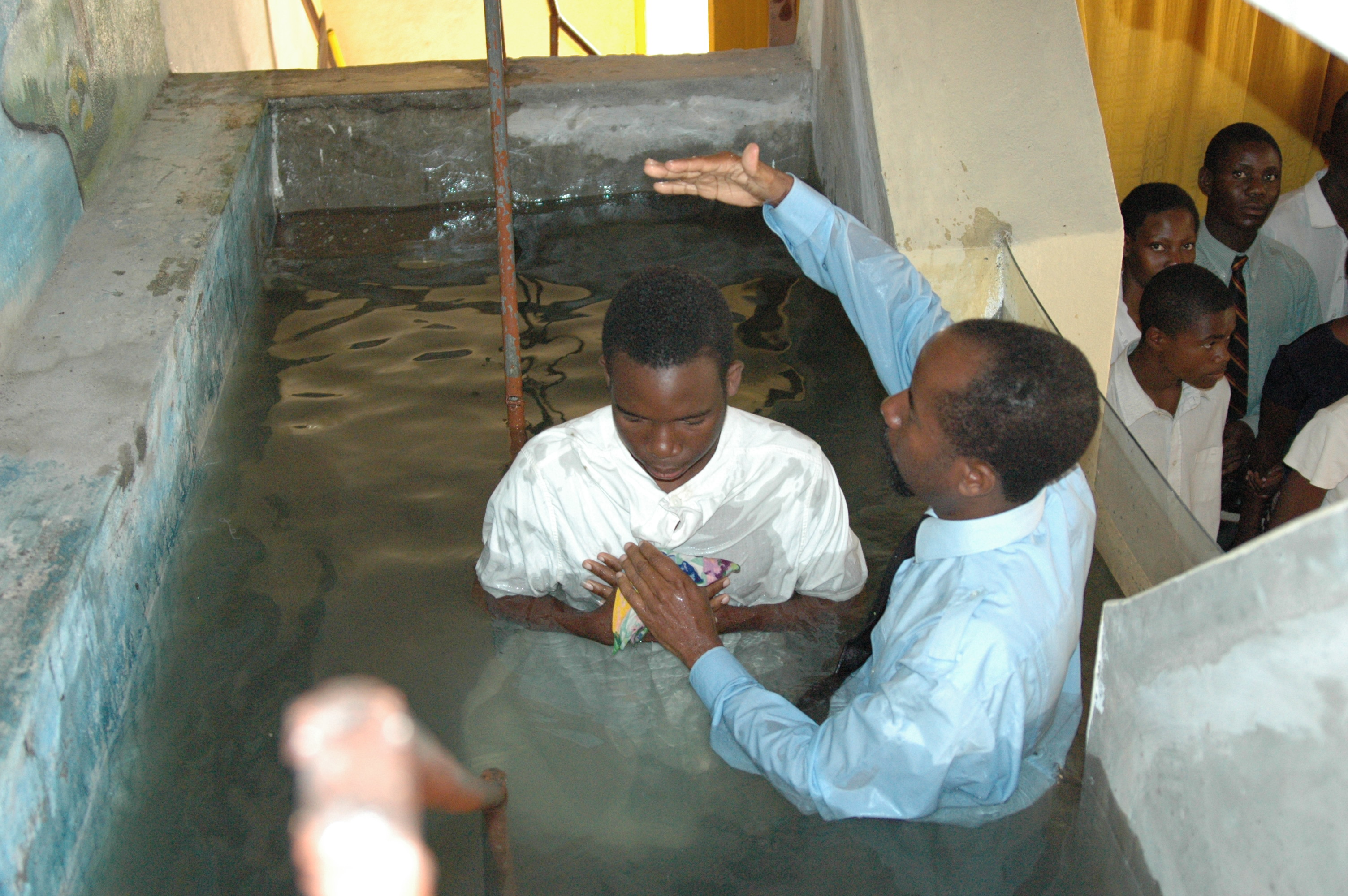
Az adventisták a felnőttkeresztséget gyakorolják. A képen egy mozambiki keresztelés.

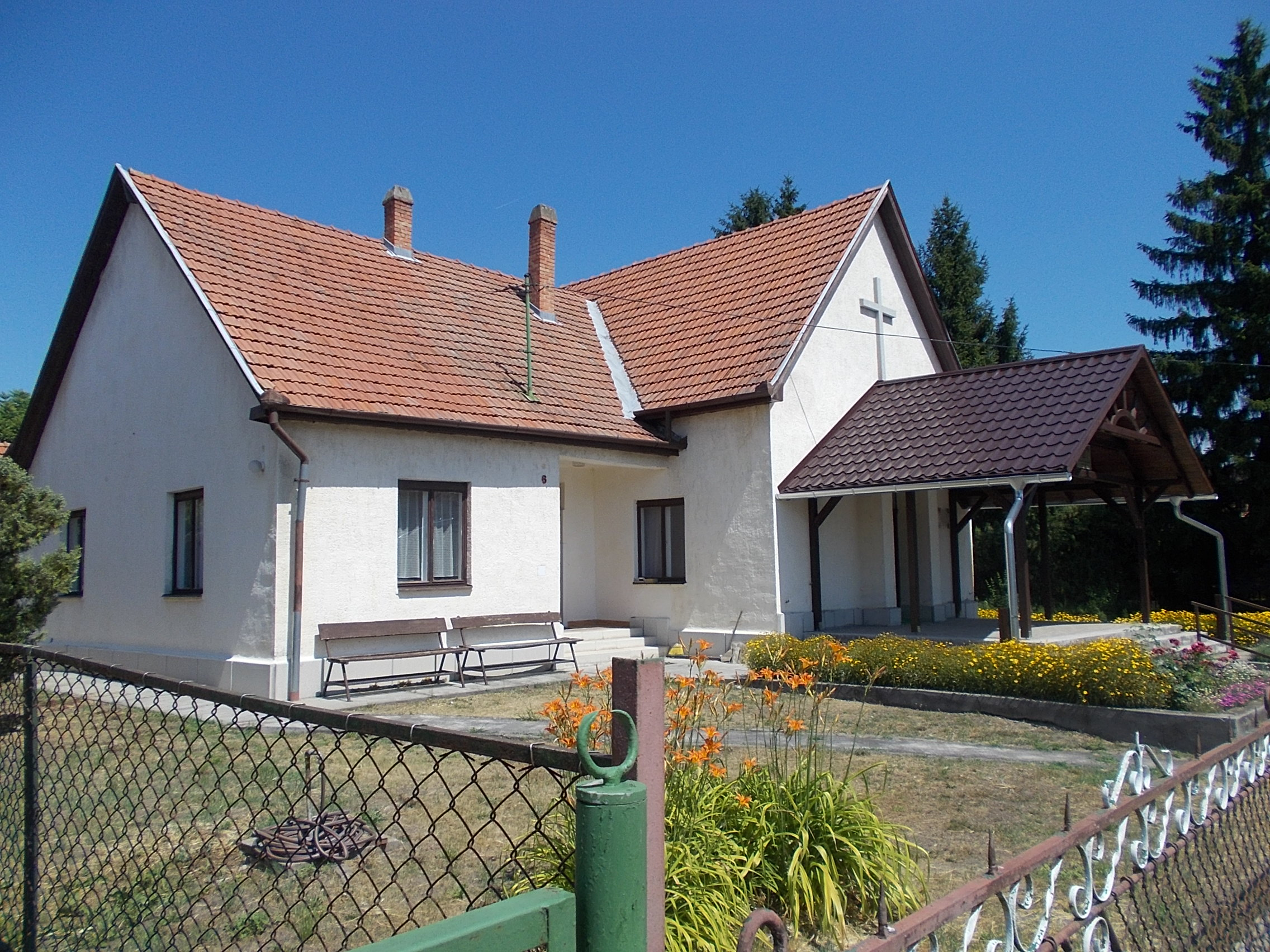
A farmosi adventista imaház

A 2010-es évek végén a tagok megoszlása:
- 35%-a Latin-Amerikában + 9,5% Észak-Amerikában,
- 30%-a Fekete-Afrikában,
- 15%-a Ázsiában + 3% Kínában és a szovjet utódállamokban
- 4%-a Ausztráliában és Óceániában,
- 3%-a Európában él.

### Európában
Európában Romániában van a legnagyobb taglétszámuk, 2024 végén mintegy 61 ezer fő. A hívők száma azonban a század elejétől folyamatosan csökkent.
2019-es adat alapján Monaconak és Jersey szigetének egyáltalán nincsenek adventista hívői.
Európában a taglétszámuk az utóbbi évtizedekben számos országban csak gyenge növekedést, illetve egyes területeken stagnálást vagy visszaesést mutat. Sok nyugati országban a növekedést a külföldről, főleg a harmadik világból bevándoroltak befolyásolták.
| Ország v. terület / Év                              | 1950   | 1962   | 1985   | 2000   | 2010   | 2022   |
| --------------------------------------------------- | ------ | ------ | ------ | ------ | ------ | ------ |
| Ausztria                                            | 2500   | 2650   | 2760   | 3600   | 3870   | 4330   |
| Románia                                             | 30 000 | 35 600 | 54 800 | 73 500 | 67 600 | 61 700 |
| Csehország és Szlovákia                             | 5500   | 8500   | 7700   | 10000  | 9650   | 9500   |
| Lengyelország                                       | 2860   | 3800   | 4450   | 5640   | 5740   | 5800   |
| Franciaország és Belgium                            | 3450   | 5750   | 9650   | 11 300 | 14 500 | 19 750 |
| Olaszország                                         | ?      | ?      | 4860   | 5900   | 9070   | 9300   |
| Egyesült Királyság                                  | 6 500  | 10 300 | 15 950 | 20 100 | 30 500 | 40 400 |
| Dél-Németország (Bajoro., Baden-Würt., Rajna-vidék) | 11 300 | 12 950 | 13 100 | 14 700 | 15 300 | 15 570 |
| Nyugat-Oroszország · ( Oroszország európai része)   |        |        | ?      | 41 400 | 35 000 | 26 000 |

### Magyarországon
A közösség létszáma 1953-ban tetőzött, kb. 7460 megkeresztelt hívővel. Utána visszaesést mutatott. A szakadások az '50–es és 60–as években, majd az 1970-es évek második felében is hozzájárultak az akkori csökkenéshez, illetve a rendszerváltás után és 2015-ben a Keresztény Advent Közösségből való csatlakozók az átmeneti növekedéshez.
Az országban 2024 júniusában 5009 megkeresztelt hívő él. Bár 2015-ben a Kerak-ból áttértek növelték a taglétszámot, 2016 óta a gyülekezetek és a hívők száma is csökkent.
| Év          | 1950 | 1955 | 1960     | 1965 | 1970 | 1975 | 1980 | 1985 | 1990 | 1995 | 2000 | 2005 | 2010 | 2015 | 2020 | 2024 |
| ----------- | ---- | ---- | -------- | ---- | ---- | ---- | ---- | ---- | ---- | ---- | ---- | ---- | ---- | ---- | ---- | ---- |
| Tagok száma | 6201 | 6827 | kb. 6220 | 5818 | 5800 | 5558 | 4915 | 4548 | 3958 | 4682 | 4426 | 4610 | 4683 | 4653 | 5135 | 5009 |

## Története
Miután a 19. századi millerita mozgalom szétesett, a Krisztus-váró csoportok egyike Joseph Bates, James és Ellen White, valamint Hiram Edson vezetésével 1863-ban egyházzá szerveződött, és felvette a „hetednapi adventisták” nevet.
Az első Magyarországon dolgozó adventista misszionárius a lengyel Michał Belina-Czechowski volt, aki 1869-1870-ben tevékenykedett Pesten és Erdélyben. Munkájának eredményéről viszont nincsenek pontosabb információk. Ludwig R. Conradi  az adventisták európai misszió-területének igazgatója 1890-ben érkezett Kolozsvárra. A század végén az ő, majd John F. Huenergardt német adventista lelkészek erdélyi missziója után Fogarason alakult meg az első adventista gyülekezet, illetve Kolozsvár környékén, majd Brassóban, Segesváron, illetve a 20. század hajnalától a mai Magyarország területén is gyülekezetek szerveződtek.
A felekezet nemzetközi története során számos olyan csoport volt, amely kiszakadt az egyházból és megalakította a saját mozgalmát.
Az I. világháborút követően megalakult a Hetednap Adventista Reformmozgalom néven ismert csoport, amely tiltakozott a fegyverfogás és az egyház háborúban való részvétele miatt. 
A Szovjetunióban ugyanezek a problémák hoztak létre az Igaz és Szabad Hetednapi Adventisták néven ismert csoportot, 
amely a SZU volt köztársaságaiban a 21. században is aktív.
A magyarországi egyház története során is több szakadás történt. 

## Szervezeti felépítés
Az egyház alapsejtjei a gyülekezetek, ezek kerületté, a kerületek egyházterületté szerveződnek. A területeket többnyire a nemzeti unió fogja össze, az uniókat pedig a divízió. 
A magyarországi egyház (unió) a londoni székhelyű, Transzeurópai Divízióhoz (TED) tartozik.
Az adventista világegyház szervezetileg 13 divizóra és két misszióterületre oszlik, élén pedig a Generál Konferencia (főtanács) áll, amelynek adminisztrációja az Egyesült Államokban székel.
Szervezetük képviseleti renden alapul, de tekintélyelvűek. Alapvetően az egyházi kormányzás „püspöki” vagy hierarchikus formája jellemzi őket. A lelkészek kinevezése, a helyi egyházi vagyon tulajdonjoga, a célok kitűzése és a programok kidolgozása felülről lefelé halad. A különféle vezetői pozíciók viszont nem állandóak és időnként felülvizsgálják ezeket. A szervezeti egységeket bizottságok irányítják. A helyi gyülekezetek élén a „presbiter” áll, aki adventista szabályok szerint történt felszentelés után keresztelhet és vezetheti az úrvacsora szertartását. Minden megkeresztelt adventista egy helyi gyülekezet tagja és az egyházon belül szavazati joggal élhet.
Az egyház sok közösségi aktivitást támogat az egyenlő jogok, igazságszolgáltatás, a nyomor felszámolása, a képzés érdekében, és világméretű hálózatot tart fenn az oktatás és a közvetlen egészségügyi szolgálatok biztosítására.

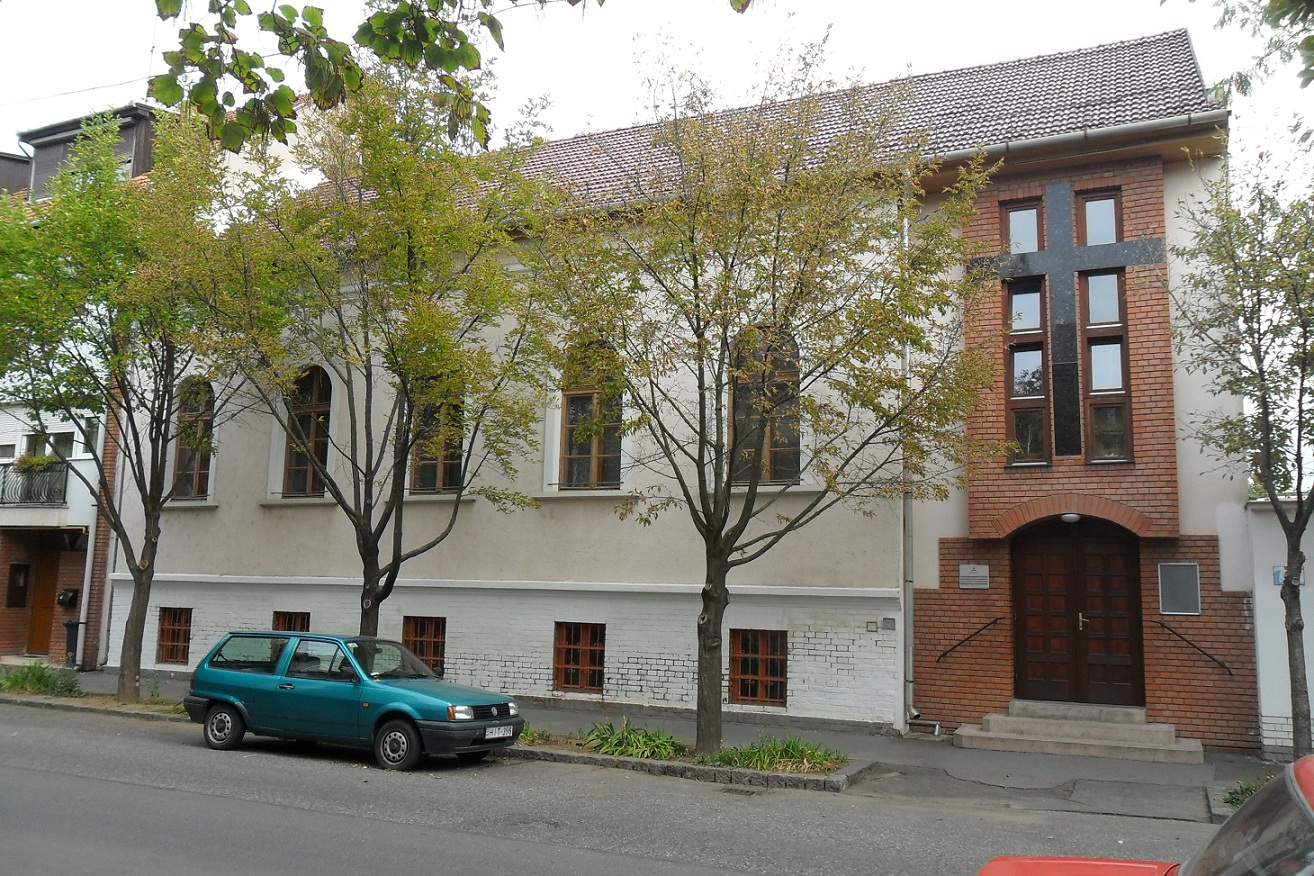
Adventista imaház Szegeden

## Összejövetelek és szertartások
Az adventisták péntek este és (a többi keresztény egyháztól eltérően) szombati napokon jönnek össze közös Biblia-tanulmányozásra és istentiszteletre.
Az úrvacsora szertartását kovásztalan kenyérrel és szőlőlével mutatják be, és úgy tekintik, mint Krisztus haláláról és feltámadásáról való megemlékezést, bűneik bocsánatára. Az úrvacsorához – az utolsó vacsorához híven – szertartásszerűen lábmosás is kapcsolódik. 
A lábmosást sok keresztény nem érti és nem ismeri. Mindenesetre a Bibliában Jézus Krisztus egyértelműen beszél ennek megtartásáról és mikéntjéről, illetve, hogy miért is rendelte el mindezt. A bornak fordított szó pedig a Bibliában véleményük szerint egyértelműen alkoholmentes mustot jelent ebben az esetben.

## Hitalapelvek
Az egyház teológiája a protestáns kereszténység teológiájához hasonlít, annak evangélikus, wesley-arminiánus és anabaptista ágából származó elemeket kombinálva. Az adventisták hisznek a Szentírás tévedhetetlenségében és azt tanítják, hogy az üdvösség kegyelemből fakad, a Jézus Krisztusba vetett hit által. Az egyház küldetésének tartja, hogy „Isten szeretetének és kegyelmének fényét magasra emelje és így mutasson utat az embereknek Jézus Krisztushoz, hogy így az Ő tanítványai legyenek és üdvösséget nyerjenek”.
Egyes doktrínákban a hetednapot ünneplő adventisták megegyeznek más keresztényekkel, más hitalapelvek esetén azonban egészen külön szemléletük van. Azokat a doktrínákat nem fogadják el, amelyek nem az Isten Igéjére épülnek. 
Gyakorlatilag minden hitalapelvük megtalálható egyik-másik felekezet hitvallásában. Egyesek csak rájuk jellemzőek. Az adventista hitalapelveket más keresztények hitalapelveivel összevetve a következő címek alatt csoportosíthatjuk:

### Konzervatív keresztényekkel és a protestáns történelmi hitelvekkel közös doktrínák
- 1.	Isten a Teremtő Isten, aki a világegyetem Fenntartója és Vezetője, Ő örök, mindentudó, mindent megtehet, bárhol jelen lehet (1 Mózes 1:1, 1 Mózes 17:1, Titus 1:2, Ézsaiás 46:10, Zsoltárok 139:7-10).
- 2.	Az Istenség magába foglalja az Atya, a Fiú és a Szentlélek személyeit, mindazonáltal ez a három egy, lényegben, természetben és célban (1 János 5:7, Efézus 4:5).
- 3.	A Szentírás Isten ihletett kinyilatkoztatása, amelyet az embernek adott; és a Biblia az egyetlen törvénymutatója a hitnek és a gyakorlatnak (2 Timóteus 3:16-17).
- 4.	Jézus Krisztus maga Isten, és az Atyával együtt öröktől fogva létezik (János 10:30, Efézus 3:11).
- 5.	A Szentlélek személlyel rendelkező lény, aki ugyanazon tulajdonságokkal bír, mint az Atya meg a Fiú (János 16:7-14, 1 Korintus 2:11).
- 6.	Krisztus, Istennek Ígéje csodálatos szűztől való fogantatás által öltött testet; és teljesen bűntelen életet élt itt e földön (Lukács 1:31-32, Zsidó 4:15).
- 7.	Jézus helyettesítő, bűnbocsátó halála egyszer és mindenkor elégséges a bűnös, elveszett emberiség megváltásához (János 3:16).
- 8.	Jézus Krisztus a szó szoros értelmében testben támadt fel a sírból (1 Korintus 15:1-20).
- 9.	Jézus a szó szoros értelmében testben ment fel a mennyekbe (Lukács 24:39-51).
- 10.	Jelenleg a hithű keresztények közbenjárójaként szolgál, papként közbenjárva értük az Atya előtt (Zsidó 5:9-10).
- 11.	Vissza fog jönni a millennium előtt személyes, immanens módon (1 Tessalonika 4:16-17, Jelenések 20:4).
- 12.	Az ember bűntelennek lett teremtve, de utólagos bűnbeesése miatt elidegenedési és elfajulási folyamat vette kezdetét (Prédikátor 7:29, Róma 7:18-20).
- 13.	Megváltatni Jézus Krisztus által egyedül csak kegyelem által lehet, azáltal, hogy hiszünk az Ő áldozatában (Efézus 2:8-9).
- 14.	Jézus Krisztusban új életet kezdeni csak megújulás, újjászületés útján lehet (2 Korintus 5:16-17).
- 15.	Az ember egyedül csak hit által nyilvánítható bűntelennek (Róma 3:21-26).
- 16.	Az ember Krisztusnak az őbenne való lakozása által szenteltetik meg, a Szentlélek munkája által (1 Péter 3:15, 1 Tessalonika 5:23, 2 Tessalonika 2:13).
- 17.	Az ember megdicsőült lesz a feltámadás, azaz a szentek átváltozásának pillanatában, mikor az Úr visszajön (1 Korintus 15:51-52).
- 18.	Lesz egy ítélet, amelyben minden ember részt fog venni (Prédikátor 12:16, Zsidó 9:27).
- 19.	Az Evangéliumnak bizonyságként hirdettetnie kell az egész földön (evangelizáció – Máté 24:14, Kolossé 1:5-6).

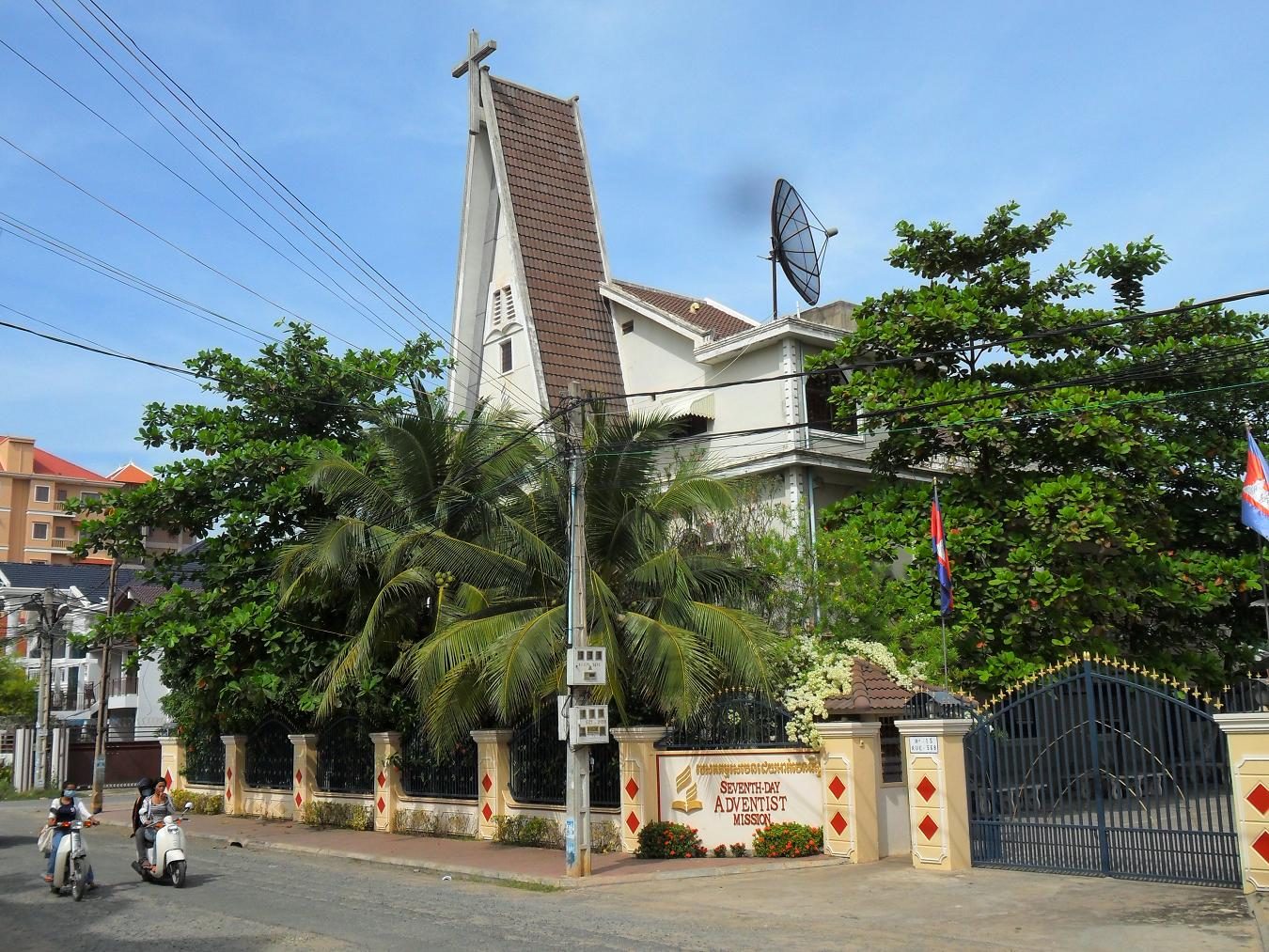
Misszióközpont Kambodzsában. Jézus tanításának megfelelően az adventisták széles körű missziós tevékenységet folytatnak.

### Egyes konzervatív keresztényekkel közös hitelvek
- 1.	Az ember szabadon dönthet abban, hogy elfogadja, vagy pedig visszautasítja Krisztus megváltó szolgálatának ajánlatát; Isten egyetlen ember számára sem rendelte el előre, hogy megváltott, vagy pedig elveszett lesz-e (János 3:16, Józsué 24:15, 1 Korintus 9:26-27).
- 2.	Az Erkölcsi Törvény, a Tízparancsolat, minden ember életének és magatartásának szabványa, törvényadója, életkortól függetlenül; a Tízparancsolat nem lett sem megváltoztatva, sem eltörölve (2 Mózes 20:1-17, Máté 5:17, Lukács 16:17, Róma 3:20, 31:1-4, 7:12, Zsidó 8:10).
- 3.	A keresztség egyetlen teljesen víz alá való merítésből áll; nem spriccelésből, a víznek ráöntéséből vagy pedig háromszor víz alá való merítésből (Máté 28:18-19, Márk 1:9-10, Apostolok Cselekedetei 8:35-38).
- 4.	Az ember a teremtéskor korlátolt halhatatlansággal lett felruházva; az ember nem halhatatlan önmagában, nincs halhatatlan lelke sem (Zsoltár 146:4, Prédikátor 9:5-6.10, 12:7, Ézsaiás 26:14).
- 5.	A rossz bűnhődés által, és teljes megsemmisítés által lesz megbüntetve; nem létezik örök pokol, amelyben a lelkeket örökkön örökké kínoznák (Máté 25:41, 2 Péter 3:7).
- 6.	A hét hetedik napja a szombat (Sabbat); a szombat soha nem volt eltörölve, soha nem volt áthelyezve a hét első napjára (1 Mózes 2:2-3, 2 Mózes 20:8-11, Ezékiel 20:20, Máté 12:8).
- 7.	A tized elve Isten terve az egyháza fenntartására; a tized elve nem csak a zsidók számára volt elrendelve (1 Mózes 14:20, 3 Mózes 27:30, Malakiás 3:10, Máté 23:23).
- 8.	Isten a világot hat 24 órás nap alatt teremtette; a teremtés nem egy evolúciós folyamat útján valósult meg (1 Mózes 1:5-18, 2:2, 2 Mózes 20:11).
- 9.	A próféciák értelmezésének leghelyesebb módja a történelmi értelmezésben mutatkozik meg; nem fogadható el a preterista vagy a futurista értelmezés ld. A jelenések könyve (4 Mózes 14:34, Ezékiel 4:6, Dániel 9:23,25,27, Máté 24:15).
- 10.	Az államhatalmak különválasztása (az állam és az egyház teljesen különböző rendszer alapján kell működjön); a vallás, vagy az emberek vallásos életének irányítását megpróbálandó, az egyház nem szabad uralja az államot, és az államnak sem szabad uralkodnia az egyház felett (Márk 12:17, Apostolok Cselekedetei 5:29, Róma 13:1-2, 1 Péter 2:13-14).
- 11.	A Krisztus által elrendelt szertartás – az Úrvacsora alkalmával egymás lábának megmosása – a mai napig érvényes szertartás; ez a szertartás nem csak egy alkalmazkodás volt az akkori idők szokásaihoz és elvárásaihoz (János 13:14-15, 1 Korintus 11:23-24).
- 12.	Önmegtartóztatás azon gyakorlatoktól, amelyek magukba foglalják a dohány vagy az alkohol használatát; ezen dolgok használata által Istent helytelen módon mutatjuk be (Példabeszédek 23:20-21, 31:4-5, 1 Korintus 3:16-17, 6:19-20, 10:31).

### A hetednapot ünneplő adventisták sajátos doktrínái

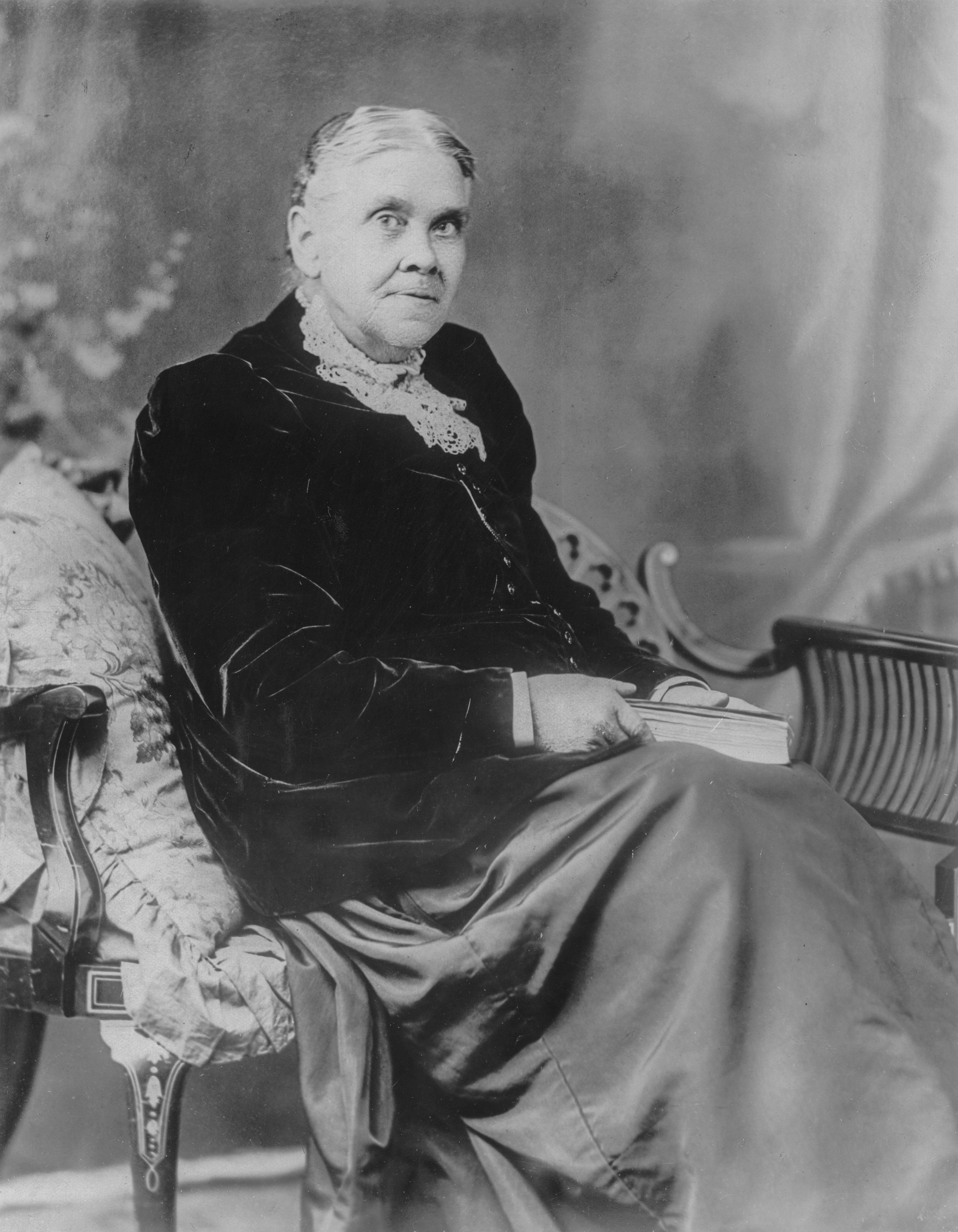
Az adventisták Ellen G. White-ra, mint az utolsó idők prófétanőjére tekintenek

- 1.	Az ószövetségi templomi szolgálat Jézus Krisztus egész történelmen átívelő üdvözítő, főpapi szolgálatának előképe, ahol Krisztus jelenleg (1844 óta) a Szentek Szentje által jelképezett közbenjárói szolgálatának kétféle fázisában szolgál (Zsidó 2:17, 5:1, 8:1-3, 9, 1 Timóteus 2:5).
- 2.	Egy vizsgálati ítéletnek kell végbemennie, amelyben minden ember fölött kegyelmesen és a maga idejében megszületik az ítélet Jézus dicsőséges visszajövetele előtt (Máté 12:36, Zsidó 7:25, 1 János 2:1, 2 Péter 2:9, 3:7).
- 3.	A prófétaság lelke, vagy a prófétálás ajándéka egy a Szentlélek ajándékai közül, amit az egyháznak ígért az utolsó időkre, és ez az ajándék a Hetednapot Ünneplő Adventista Egyházban a múltban Ellen White írásai és munkássága által nyilvánult meg, azonban azóta is minden időben érvényes, így ma is épp úgy érvényes és jelenlévő ez az ajándék (Jóel 2:28-29, 1 Korintus 12:11, Efézus 4:11-12, Jelenések 12:17, 19:10).
- 4.	Az Isten pecsétje és a fenevad jele, amelyeket a Jelenések Könyve említ, az igaz és a hamis istentisztelet szimbólumai, az isteni és az egyházi hatalomban megnyilvánuló emberi (az isteninek vallásos köntösben ellenszegülő) tekintély a Jézus visszajövetele előtti utolsó nagy összecsapásban éri el csúcspontját ez a nagy küzdelem. (Jelenések 13:16-17, 14:9, 15:2).
- 5.	A Jelenések Könyvének 14. fejezetében bemutatott három angyal Istennek a világhoz intézett utolsó üzenetét jelképezi, amely felkészít a Krisztus visszajövetelére (Máté 12:36, 1 János 4:17, 2 Péter 2:9, 3:7, Jelenések 14:6-12).

## Erkölcsi és egészségvédelmi elvek, tiltások, szabályok
- A kicsapongó szórakozási formák kerülendők.
- Az alkoholfogyasztás tiltott.
- A dohányzás tiltott. A kávé fogyasztása nem ajánlott. Nagy fontosságot tulajdonítanak az egészséges életmódnak, sokan közülük vegetáriánusok. A test-lélek-szellem egységeként értelmezik az emberi lény egészét, amelyek nem élnek egymástól függetlenül. Ellen G. White az írásaiban részletesen kitért az egészségi alapelvekre.
- A homoszexualitás a bibliában szereplő eredeti isteni tervvel nem egyeztethető össze.
- Az abortusznak erkölcsi következményei vannak, s ezek az ember lelkivilágára vannak elsősorban rossz kihatással. Kivételes esetek, amelyekben mégis megengedhető: a nemi erőszak, vérfertőzés, egyes születési rendellenességek, illetve ha a szülés veszélyezteti az anya életét. Tanácskozás után a végső döntést az asszony hozza meg.

Hitelvek

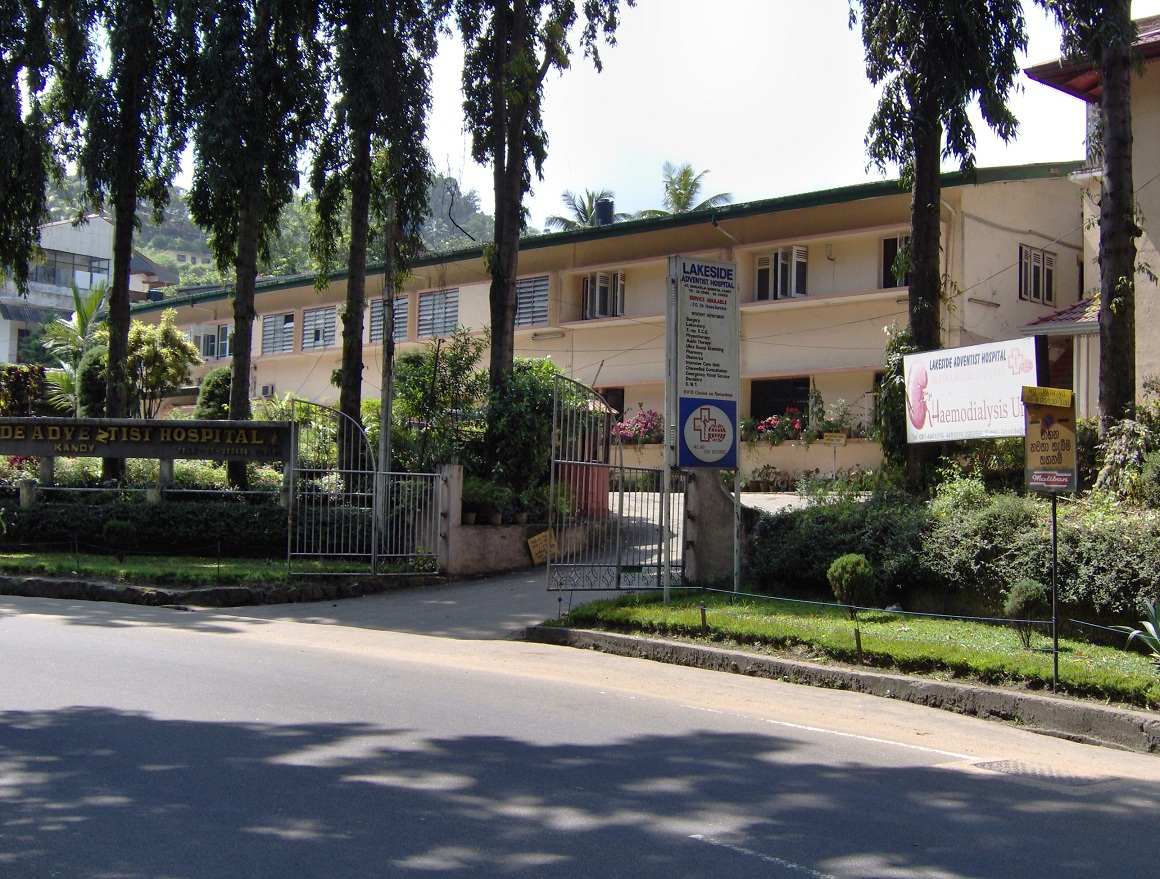
Az egyház a világ számos pontján alapított iskolákat illetve egészségügyi intézményeket. A képen egy kórház Srí Lankán.

- A tiszta és tisztátalan állatok különválasztása a Mózes III. könyve alapján. A tisztátalannak tartott állatok húsát a Szentírás ószövetségi része alapján nem fogyasztják. (Özönvíz története említi először sok évszázaddal a zsidó nép kialakulása előtt).
- A nemek egyenlősége és a nők jogaiért való küzdelem.
- A házasság állandó, a válás ellen foglalnak állást. Kivételes esetek, amikben mégis megfontolandó: házasságtörés, paráznaság vagy fizikai erőszak. Az újraházasodás kizárólag a házasságtörés esetében fogadható el.
- A fegyveres katonai szolgálat kerülendő.
- Szombaton (péntek és szombat naplemente között) nem dolgoznak (Tízparancsolat 2. Mózes 20:8-11). Ugyanígy – hitük szerint – elvész a szombat-tartás áldása ha a maguk hasznát keresik. Kerülik a köznapi időtöltést (pl. televíziózás, szórakozás, vásárlás – l. Ézsaiás 58. fejezete.)

## Intézmények
- Adventista Teológiai Főiskola
- Advent Kiadó

## Kiadványok
Folyóiratok:
- AdventInfó
- Adventista Világ
- Boldog Élet
- Mosoly gyermekújság

Könyvek:
- Ellen Gould White tanításai és más adventista személyek iratai

## Vezetők

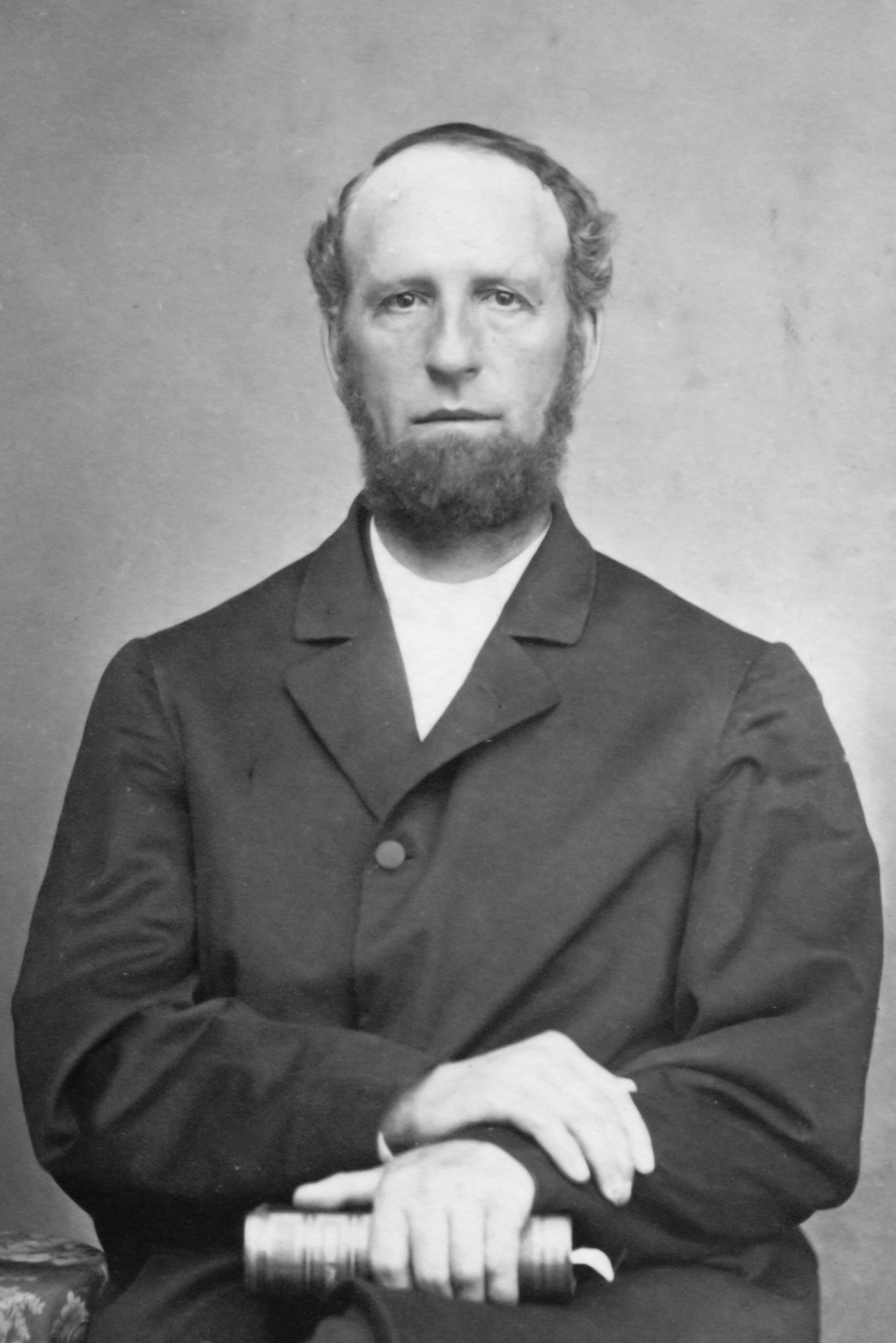
James White, Ellen G. White férje, az amerikai egyház egyik társalapítója és elnöke

A magyar egyház vezetői (unióelnökök)
- Minck Adolf (1926-1932)
- Zeiner Alajos (1932-1935)
- Wentland Mihály (1935-1936),
- Michnay László (1936-1953),
- Pechtol János (1953-1965),
- Szabó Ödön (1965-1971),
- Szakács József (1971-1980),
- Zarka Dénes (1980-1984),
- Szigeti Jenő (1984-1994),
- Szilvási József (1994-1999),
- Mayor Zoltán (1999-2004),
- Szilvási András (2004-2009)
- Ócsai Tamás (2009-től )

Amerikai, ill. a világszervezet (Generál Konferencia) vezetői

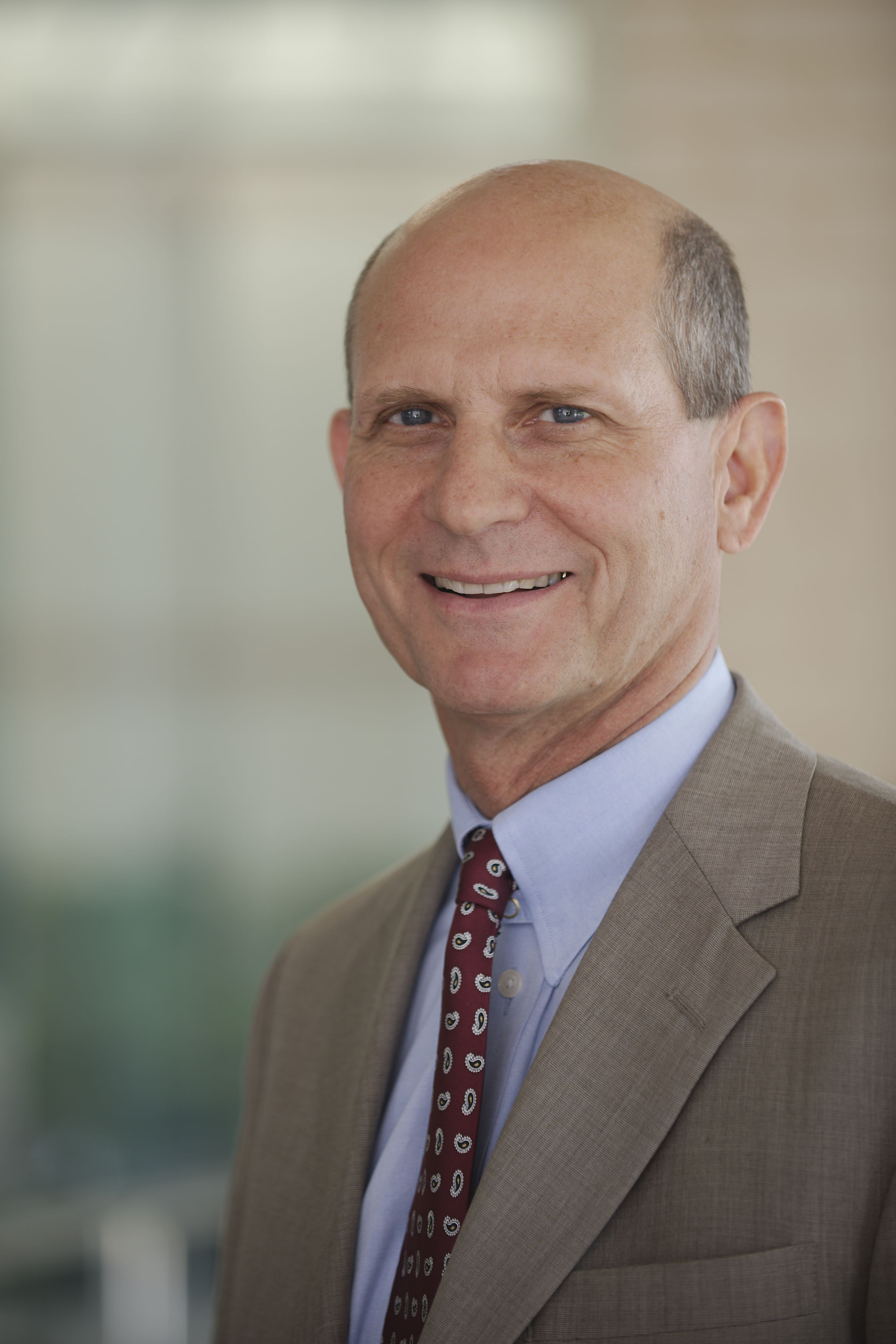
Ted N.C. Wilson, az adventista világszervezet (Generál Konferencia) elnöke

- 1863 – 1865  John Byington (wd) (élt: 1798 – 1887) [megj. 1]
- 1865 – 1867  James White (először) (élt: 1821 – 1881)
- 1867 – 1869  John N. Andrews  (1829 – 1883)
- 1869 – 1871  James White (másodszor)
- 1871 – 1874  George I. Butler (először)        (1834 – 1918)
- 1874 – 1880  James White (harmadszor)
- 1880 – 1888  George I. Butler (másodszor)
- 1888 – 1897  Ole A. Olsen                       (1845 – 1915)
- 1897 – 1901  George A. Irwin                    (1844 – 1913)
- 1901 – 1922  Arthur G. Daniells                 (1858 – 1935)
- 1922 – 1930  William A. Spicer (wd)  (1865 – 1952) [megj. 2]
- 1930 – 1936  Charles H. Watson                  (1877 – 1962)
- 1936 – 1950  J. Lamar McElhany                  (1880 – 1959)
- 1950 – 1954  William H. Branson                 (1887 – 1961)
- 1954 – 1966  Reuben R. Figuhr                   (1896 – 1983)
- 1966 – 1979  Robert H. Pierson                  (1911 – 1989)
- 1979 – 1990  Neal C. Wilson  (wd)   (1920 – 2010)
- 1990 – 1999  Robert S. Folkenberg (wd) (1941 – 2015)  [megj. 3]
- 1999 – 2010  Jan Paulsen   (wd)      (szül. 1935) [megj. 4]
- 2010 – től   Ted N.C. Wilson (wd) (szül. 1950) [megj. 5]

## Kritika
Az adventisták azt tanítják, hogy ők alkotják a "maradék egyházat", azt egyetlen keresztény közösséget, amely az "igazságot" képviseli az utolsó napokban. Azt a nézetet vallják, hogy a Föld történelmének utolsó pillanataiban, közvetlenül Jézus visszatérte előtt élünk, és hogy a szombat lesz az a központi kérdés, amely elválasztja azokat, akik hűségesek Istenhez, azoktól, akik nem. 
A tanításaik alapján a közösségük súlyos megpróbáltatások és nyomorúság elé néz a „vasárnapi törvény” bevezetése után. A kritikusok szerint tévelygésekben élnek és üldözési komplexusuk van.
Tanításuk szerint akkor jön el a vég, amelyet „a munka befejezésének” is neveznek, amikor az üzenetüket elviszik a bolygó minden lakójához, mielőtt Jézus eljön, – vagy hogy Jézus eljöhessen. De a 2020-as évek elején az adventisták a világ lakosságának még mindig csak a 0,3 %-át adják  és míg a világ népessége gyorsan növekszik, a 2020-as évek elején-közepén napi több mint 200 ezer fővel, ezzel szemben az adventista egyház tagsága ebben az időben csak napi kb. 4 ezer fővel gyarapszik, az elmúlt évtizedek tapasztalatai alapján pedig az egyháztagok 42 %-a (10 tagból több mint 4) később elhagyta a közösséget. Számos olyan térség van a Földön, ahol még a kereszténység üzenete sem jut el az emberekhez, nem hogy ezé a kisegyházé. A statisztikák alapján az esélyek erősen ellene szólnak annak, hogy az adventista egyház üzenete eljusson a bolygó többségét kitevő, nem keresztény lakosához. Ha még a hatalmas muszlim világot nem is vesszük, csak India és Kína népességének óriási száma szkepticizmusra ad okot a tömegek keresztényesítésének, vagy akár Jézus Krisztus életének és szolgálatának mindenkivel való megismertetésének sikerességével kapcsolatban.

## Külső hivatkozások
- Az Egyház magyarországi honlapja
- Az Adventista Teológiai Főiskola honlapja
- Adventizmus kutatói oldal
- Tanulmányok a hetedik napos adventizmus hitéről, praxisáról

Angol weboldalak:
- Seventh-day Adventist Church – Hivatalos honlap

Kritikai oldalak
- Ellen G. White – Research Project
- SDA Outreach
- exadventizmus Archiválva 2006. április 2-i dátummal a Wayback Machine-ben
- Exposing Seventh-day Adventist Fables

Válaszok a kritikákra
- Ellen G. White Estate – Bible Research Project
- – Biblical Research Institute

## Bibliográfia
Szelektált művek magyarul:
1945 előttiek
- Nyisztor Zoltán: Baptisták és adventisták; Szt. István Társulat, Bp., 1925 (Keresztény kis könyvtár)
- Kádár Géza: Ne tévelyegjetek szeretett atyámfiai. Baptisták, adventisták, millénisták tanításainak ismertetése; Seres Ny., Zălau, 1925
- Vass Vince: Baptisták, nazarénusok, methodisták, üdvhadsereg, adventisták, nemzetközi bibliatanulók; Sylvester, Bp., 1926
- Nyisztor Zoltán: Adventisták; Sz. István Társulat, Bp., 1927 (A magyar nép könyvtára)
- Ozsváth Gy. V.: Feléledés és reformáció szükségleteihez ismertetett pontok, a hetednapot ünneplő adventisták számára; Lyceum Ny., Cluj, 1935
- Az igaz alapon épített hetednapot ünneplő adventisták gyülekezeti rendszabálya; Tip. Pax, Târgu-Mureş, 1937
- A hetednapi adventisták felekezetének történelme; Gyarmati-Bősz Ny., Bp., 1938
- A hetednapot ünneplő adventisták felekezetének hitelvei; Gyarmati és Bősz, Bp., 1939

1945–1989
- Számvetés. Az Adventista Egyház H. N. választó unió konferenciája, 1967. dec. 7-8.; szerk. Gombos Andor, Szakács József, ifj. Szigeti Jenő; Zenemű Ny., Bp., 1968
- A hetedik napot ünneplő adventisták hitelvei; szöveg angol eredeti alapján Szilvási József; H. N. Adventista Egyház, Bp., 1988
- Az Úr templomában; szöveg angol eredeti alapján Szilvási József; H. N. Adventista Egyház, Bp., 1989
- Szilvási József: A H. N. Adventista Egyház; a H. N. Adventista Egyház Kommunikációs és Vallásszabadsági Osztálya, Bp., 1989

1990–1999
- Az Ő lábnyomában. A hetedik napot ünneplő adventisták hitelvei; H.N. Adventista Egyház, Kolozsvár, 1992
- A Hetednapi Adventista Egyház alapvető hitelvei; H. N. Adventista Egyház Kommunikációs és Vallásszabadsági Osztálya, Bp., 1993
- "Igazságot, igazságot kövess, hogy élhess..." Egy lezáratlan fejezet az adventmozgalom XX. századi történelméből; szerk. Egervári Oszkár et al.; Keresztény Advent Közösség, Bp., 1995
- A hetedik napot ünneplő adventisták hitelvei. A 27 alapvető hitelv bibliai magyarázata; ford. Bánfiné Roóz Magda, Zarkáné Teremy Krisztina; Advent, Bp., 1997

2000–2009
- Rajki Zoltán: A H.N. Adventista Egyház története 1945 és 1989 között Magyarországon. Doktori disszertáció; Advent, Bp., 2003 (Societas et ecclesia, 6.)
- Fekete Péter: Krisztus vagy szombatnap? Bibliai kritika a hetednapi adventisták tanairól; 2. jav. kiad.; Ébredés Alapítvány, 2004
- A szentély tana, a szombat, a prófétaság lelke, a hármas angyali üzenet. Négy tanulmány az alapvető adventista tanításokról; tan. C. Mervyn Maxwell et al.; Adventista Teológiai Főiskola, Bp., 1997 (Az adventista teológiatörténet kiskönyvtára, 4.) ISBN 963 7817 97 2
- Hetednapi adventista gyülekezeti kézikönyv; ford. Hegyes Horváth Csilla, Hegyes Horváth Géza; H. N. Adventista Egyház, Bp., 2003 ISBN 963-9122-95-5
- Fehér János: Vallomás az emigrációból. Visszatekintés negyvenkét év szolgálatára az Úr művében; Spalding Alapítvány, Bp.–Herceghalom, 2004
- Rajki Zoltán: Egy amerikai lelkész magyarországi missziója. John Friederick Huenergardt élete és korának adventizmusa; Lucidus, Bp., 2004 (Kisebbségkutatás könyvek)
- Krisztus egyházának istentiszteleti alkalmai és közösségi élete, 1-2.; összeáll. Vankó Zsuzsa; BIK, Bp., 2007 (Biblia-tanulmányok)
- Mark Ford: A washingtoni gyülekezet. Az adventizmus gyökereinek felfedezése; ford. Kántor Boglárka; BIK, Bp., 2006
- Clifford Goldstein: Az evangélium, 1844 és az ítélet; ford. Zarkáné Teremy Krisztina; Hetednapi Adventista Egyház–Élet és Egészség, Pécel–Bp., 2006 (Bibliatanulmányok)
- George R. Knight: Helyünk a keresztény világban. A hetednapi adventista gondolkodás története; ford. Zámbóné Kocic Larisa; Felfedezések Alapítvány, Bp., 2008
- Lewis R. Walton: "Jéghegy! Előre!". Gondolatok az adventista egyház két nagy válságához; ford. Erdélyi László, Zarkáné Teremy Krisztina; Boldog Élet Alapítvány, Bp., 2008
- C. Mervyn Maxwell: Mondd el a világnak! A hetednapi adventisták története; ford. Csabai Tamás, Takács Szabolcs; Felfedezések Alapítvány–Bibliaiskolák Közössége, Bp., 2009
- Jerry D. Thomas: Hitünk alapjai gyermekeknek. Hogyan tanítsuk gyermekeinknek a Hetednapi Adventista Egyház hitelveit?; tanítási ötletek Jerry és Kitty Thomas, ford. Tokics Ildikó; Advent Irodalmi Műhely, Bp., 2009
- Clifford Goldstein: 1844 – egyszerűen; ford. Erdélyi László; "Boldog Élet" Alapítvány, Bp., 2009
- Jerry A. Moon: Az isteni háromság tanításának története az adventmozgalomban; ford. Csabai Tamás; BIK, Bp., 2009
- A nők felszentelésének kérdése a H. N. Adventista Egyházban. Új világosság, vagy a szabadelvűség győzelme?; összeáll. Fehér János; BIK, Bp., 2009

2010-től
- Erdélyi László: Egyetemes adventtörténet. Vázlat; "Boldog Élet" Alapítvány, Bp., 2010
- Szilvási József: A Hetednapi Adventista Egyház. Több mint száz éve Magyarországon; Adventista Teológiai Főiskola, Pécel, 2011
- Háttér. Állambiztonsági dokumentumok a H. N. Adventista Egyház magyarországi történetéből; szerk. Holló Péter; Spalding Alapítvány, Biatorbágy, 2012
- Kormos Erik: Miért lett az Isten emberré? Adventisták Krisztusról; Advent, Bp., 2012
- Növekedés Krisztusban. Alapvető hitelveink; összeáll. Egerváriné Árvai Márta et al.; BIK, Bp., 2012 (Bibliatanulmányok)
- Rajki Zoltán: Az Egervári-mozgalom. A Keresztény Advent Közösség kialakulása és vallásszabadsági küzdelmei a Kádár-korszak második felében, 1975–1990; Gondolat, Bp., 2012
- Szigeti Jenő: 100 éve történt. A Duna Unió megszervezésének emlékezete, 1912–1919; Advent, Bp., 2013
- Szilvási József: Hetednapi adventista egyházközi kapcsolatok; Adventista Teológiai Főiskola–Advent, Pécel–Bp., 2015 (Adventista akadémia)
- Szilvási József: Együttműködés, koordináció, konszenzuskeresés. Ki kormányozza az egyházat?; Adventista Teológiai Főiskola, Pécel, 2017
- A hetednapi adventisták hitelvei. A 28 alapvető hitelv bibliai magyarázata; ford. Bánfiné Roóz Magdolna, Zarkáné Teremy Krisztina, Mayor Márta; Advent, Bp., 2017
- Hetednapi adventista bibliai hermeneutika; szerk. Szilvási József; Adventista Teológiai Főiskola, Pécel, 2017
- Hetednapi Adventista Egyház Dunamelléki Egyházterület XIX. konferenciája, 2017. 05. 28. Beszámoló a XVIII. ciklusról, 2014–2017 április; Hetednapi Adventista Egyház Dunamelléki Egyházterülete, Bp., 2017
- Szilvási József–Tonhaizer Tibor: Az adventmozgalom története; Adventista Teológiai Főiskola, Pécel, 2017 (Adventista akadémia)
- Hetednapi adventista istentisztelet; szerk. Szilvási József; Adventista Teológiai Főiskola, Pécel, 2017
- Szilvási József: Hit általi megigazulás és hetednapi adventista identitás; Adventista Teológiai Főiskola, Pécel, 2017
- Szilvási József: Együttműködés, koordináció, konszenzuskeresés. Ki kormányozza az egyházat?; Adventista Teológiai Főiskola, Pécel, 2017
- George R. Knight: Apokaliptika és egy termékenységtől megfosztott adventizmus; ford. Szilágyi Éva; Advent, Bp., 2017
- Stephen P. Bohr: A kizökkentett idő avagy A futurizmus hihetetlen pályafutása az ellenreformáció korától napjainkig: kísérlet a folytatólagos történeti próféciaértelmezés felszámolására, továbbá az "idők megváltoztatásának" (Dán 7,25) kihatása a végidő eseményeinek hetednapi adventista értelmezésére; ford. Csala Beáta; Hetedik, Felsőörs, 2017
- Szilvási József: Hetednapi adventista mítoszok. Az 1888-as üzenet, az ómega-válság és az utolsó nemzedék; Adventista Teológiai Főiskola, Pécel, 2018
- Herbert Edgar Douglass: Útelágazás. Megosztó kérdések az adventmozgalomban 1957-től napjainkig; ford. ifj. Egervári Tivadar; BIK, Bp., 2019
- Életre váltott hit. Tanítványsági kalauz. Segédanyag hetednapi adventista gyülekezeti tagoknak; ford. Hegyes-Horváth Csilla; Advent, Bp., 2021
- A Hetednapi Adventista Egyház Dunamelléki Egyházterületének beszámolói a XIX. konferenciai ciklusról; szerk. Ősz-Farkas Ernő; Hetednapi Adventista Egyház Dunamelléki Egyházterülete, Bp., 2021
- Szilvási András: Élethűség. A lelkipásztor élete és hivatása; Advent–Adventista Teológiai Főiskola, Bp.–Pécel, 2021